# Рилєєв Кіндрат Федорович
Кіндра́т Фе́дорович Рилє́єв (нар. 1795, с. Батово, Санкт-Петербурзька губернія, Російська імперія — пом. 1826, Петропавлівська фортеця, Санкт-Петербург, Російська імперія) — російський поет і революціонер-декабрист, один з п'яти страчених керівників грудневого повстання 1825 року, прихильник ідеї національного визволення України.

## Життєпис
Син дрібного поміщика, народився в Петербурзькій губернії. Батько — підполковник Рилєєв Федір Андрійович (1746—1814 року, помер у Києві), мати — Ессен Анастасія Матвіївна (1758—1824), придбала в 1800 село Батово Петербурзької губернії, де й оселилася з сином. Виховувався у кадетському корпусі. У 1814 році випущений прапорщиком в 1 кінну роту 1 резервної артилерійської бригади. Учасник закордонних походів російської армії 1814—1815 років. Після війни разом з ротою квартирував в Ретово Віленської губ., А потім біля Павловська Воронезької губернії. 08.09.1818 року подав прохання про відставку за домашніми обставинами. Перебування у Німеччині, Швейцарії, Франції запліднило його ідеями лібералізму, що переросли в російський демократизм з планами знищення монархії й царської фамілії. На 1817—1820 припадає перебування Рилєєва на Слобідській Україні. У 1819 переселився до Санкт-Петербурга і служив спочатку в кримінальному суді, з 1823 в «Рос.-Амер. торг. компанії». З 1819 року співробітничав у журналах («Невський глядач», «Син вітчизни», «Благонамірений»), 25 квітня 1821 вступив членом-співробітником в Вільне товариство любителів російської словесності. У 1824 году обраний членом цензурного комітету і в 1824—1825 виконував обов'язки цензора поезії. У 1823—1825 видавав разом з Олександром Бестужевим альманах «Полярна зірка».
Масон, майстер петербурзької ложі «Полум'яніюча зірка» (1820—1821), що входила до союзу Астрєї. У політ. житті активізувався з 1823, вступивши до Північного товариства декабристів. Після від'їзду Трубецького С. П. в кінці 1824 року в Київ замінив його в Директорії і взяв на себе керівництво Північним товариством. Один з керівників підготовки повстання на Сенатській площі. Заарештований уночі 14.12.1825 року і доставлений до Петропавловської фортеці. Засуджений поза розрядами і 11.07.1826 року до повішення. 13 07.1826 страчений на кронверку Петропавловської фортеці. Похований разом з іншими страченими декабристами на острові Голодаї.

## Літературна творчість
Як поет, Рилєєв був романтиком. У його «Думах» відчувається спочатку російський націоналізм, який незабаром заміняється ідеєю боротьби проти московського деспотизму («Марфа Посадниця»), возвеличенням українського козацтва, що під проводом Хмельницького веде боротьбу проти поневолення (дума «Богдан Хмельницький»).
Інтерес до України у Рилєєва диктувався мотивами естетичними й політичними. Рилєєв вивчав український фольклор, був знайомий з представниками української школи в російській літературі Миколою Маркевичем і Орестом Сомовим, з українською етнографом князем Миколою Цертелєвим. Його симпатії до України визначилися і його переконанням, що українському народові залишилася чужою рабська психіка, породжувана російським кріпацтвом («Про Острогозьке»). Всупереч загальноприйнятій за його часів історичній схемі Миколи Карамзіна, у Рилєєва знаходимо натяки на органічний зв'язок козацького Києва з Києвом старокнязівським (уривок «Київ» з фрагментів поеми «Наливайко») — наслідок впливів «Історії Русів». У тонах байронізму написана поема «Войнаровський», в якій Войнаровського, засланого на Сибір, показано в авреолі носія українських національних ідеалів, а натяками піднесено гетьмана Івана Мазепу на п'єдестал героїзму. Хоч поему й скалічила цензура скороченнями і коментарями, твір викликав ентузіазм серед українців (лист Миколи Маркевича від імені українського суспільства до автора, відгук у харківському «Украинском Журнале»), а серед росіян — шовіністичне обурення. Саме на противагу Р. О. Пушкін написав поему «Полтава». Збереглися уривки поеми Рилєєва «Мазепа», настроєво сильні, перейняті патосом боротьби проти російського поневолення України.
Погляди Рилєєва шанував Шевченко, що спричинило його ідеалізацію декабристського руху. Твори Рилєєва неодноразово перекладено українською мовою (Павло Грабовський, Панас Мирний, Олександр Кониський, Павло Тичина, Максим Рильський, Володимир Сосюра, Микола Малишко, Микола Терещенко, та ін.). Один з найкращих перекладів «Войнарівського» належить Олексі Коваленкові (1916).

## К. Рилєєв і Східна Слобожанщина
Великий вплив на життя та творчість Кіндрата Рилєєва мала українська Східна Слобожанщина та її головне історичне місто Острогозьк. Після одруження в 1818-му році з Наталею Тевяшовою, спадкоємницею славного роду острогозьких козацьких полковників Тевяшових, що очолювали острогозьке козацтво 61 рік (у 1704—1765 рр.), К. Рилєєв довго живе у маєтку своїх острогозьких родичів. Тут він глибоко переймається демократичною минувшиною українського народу, його великою історією часів Київської Русі та славного козацтва. Саме приклад демократичного, волелюбного українського товариства стає для Рилєєва тією базою, на якій він жадає побудувати майбутнє демократичне суспільство Російської держави. Після відвідання Східної Слобожанщини Рилєєв створює свої найголовніші поетичні праці — поеми та балади з українського князівського та козацького життя. Свої балади він навіть називає українським словом «думи», працюючи у цей час над поемами «Войнаровський», «Мазепа», «Наливайко», думами «Олег Віщий», «Ольга при могилі Ігоря», «Святослав», «Святополк», «Володимир Святий», «Рогнеда», «Боян», «Мстислав Удалий», «Богдан Хмельницький», та іншими «українськими» речами. При чому Острогозьк і Східна Слобожанщина для Кіндратія Рилєєва завжди залишаються Україною, українською землею. Так, в листі до Фадея Булгаріна від 20 червня 1821-го року він повідомляє з Острогозьку: «Ось уже три тижні, як я бенкетую на Україні: п'ю донські вина та об'їдаюся стерлядями». Коли ж друг Рилєєва Косовський у своєму віршованому листі до поета пише про те, що Рилєєву треба мабуть залишитися на Східній Слобожанщині на довший термін, аби набратися ще більшого натхнення для своїх майбутніх творів, Рилєєв відповідає йому поетичним зверненням «До Косовського (У відповідь на вірші, в яких він радив мені назавжди залишитись на Україні)». Рилєєв пише у цьому зверненні про те, що революційна боротьба проти імперського деспотизму не залишає йому можливості залишитися у «земному раю» на українській Слобожанщині. Завершує цей вірш він так:
Итак, простите вы:

Краса благой природы,

Цветущие сады,

И пышные плоды,

И Дона тихи воды,

И мир души моей,

И кров уединенный,

И тишина полей

Страны благословенной.
Подіям у місті Острогозьку і зустрічі тут українського гетьмана Івана Мазепи з російським царем Петром І у 1696-му році присвятив Кіндратій Рилєєв свою окрему думу «Петро Великий в Острогозьку». Пише він і статтю «Про Острогозьк», де у короткому обсязі розкриває перед поглядом читача історичну долю полкового міста українського слобідського козацтва. На жаль, участь у повстанні проти царату 14 грудня 1825-го року і наступний арешт, з судом та зі смертним вироком, не дозволили Кіндратію Рилєєву закінчити розпочатих праць, та написати нові, ще більш яскраві поетичні твори з української історії. Але й дотепер пам'ятає Східна Слобожанщина про славного поета-демократа.

## Вшанування пам'яті
29 травня 2022 року, меморіальну дошку Кіндрату Рилєєву у м. Києві було демонтовано.
У місті Київ є вулиця Рилєєва та провулок Рилєєва.